# Heisteria concinna
Heisteria concinna là một loài thực vật có hoa trong họ Olacaceae. Loài này được Standl. mô tả khoa học đầu tiên năm 1930.